# Gaia Maris
Pour les articles homonymes, voir Maris.

a Compétitions nationales et continentales officielles uniquement.

b Matchs officiels uniquement.
Dernière mise à jour le 29 avril 2023.
Gaia Maris, née le 5 décembre 2001 à Trente (Italie), est une joueuse internationale italienne de rugby à XV, évoluant au poste de pilier. Elle joue au Valsugana Padoue.

## Biographie
Gaia Maris débute le rugby à XV à neuf ans au Rugby Trento.
En senior, elle joue pour le club du Valsugana Padoue et le 10 avril 2021 elle gagne sa première sélection en équipe d'Italie contre l'Angleterre (3-67). L'année suivante, elle est championne d'Italie.
Fin 2021, elle envoie son CV aux Wasps (en) qui la recrutent pour la saison 2022-23. Malheureusement pour elle, le club est par la suite placé en redressement judiciaire.
Elle est retenue en septembre 2022 pour disputer la Coupe du monde en Nouvelle-Zélande où elle est remplaçante mais dispute les quatre rencontres de son équipe.
En 2023, elle part jouer en France, à l'ASM Romagnat. Elle est à nouveau sélectionnée pour disputer la première édition du WXV 2 dont elle joue tous les matchs (une titularisation).
Début 2024, elle fait partie des joueuses mises sous contrat par la fédération italienne. Elle dispute le Tournoi des Six Nations puis va jusqu'en finale du championnat de France avec son club.

## Palmarès
- Vainqueur du Championnat d'Italie en 2022.
- Finaliste du Championnat de France en 2024.